# Somagedi
Somagedi è una circoscrizione rurale (rural ward) della Tanzania situata nel distretto di Kishapu, regione di Shinyanga. Conta una popolazione di 7 428 abitanti (censimento 2012).